# 阿波羅·羅賓斯
阿波羅·羅賓斯（Apollo Robbins，1974年5月23日—）是一名美國魔術師，擅長于混淆人們的注意力進行演出。他在拉斯維加斯全職「表演扒竊」十餘年，神不知鬼不覺地從觀眾身上取走了無數個物品，再巧妙地物歸原主，因此又被稱為『天下第一神偷』。羅賓斯不像一般的魔術師不願揭密、向觀眾傳授技法，反倒是大方仔細講解他出神入化的扒竊過程。

## 外部連結
- 官方网站
- 阿波羅·羅賓斯在互联网电影资料库（IMDb）上的資料（英文）
- TED上的阿波羅·羅賓斯